# ヤミイロカニグモ
ヤミイロカニグモ Xysticus croceus Fox は、カニグモ科に属するクモの1種。地表性のクモで、この類の中ではごく普通種だが、類似種が多い。

## 特徴
体長は雌で5-10mm、雄で4-7mm。頭胸部は長さと幅がほぼ同じ、眼は2列8眼で、前側眼（前列外側の眼）が最も大きく、これに次いで後側眼、前後中眼はより小さい。側眼はよく発達した眼丘（盛り上がった部分の上に眼がある）にあり、やはり前側眼のそれが大きい。第一脚と第二脚が他より長くて同大。
体全体は黄褐色から暗褐色をしている。背甲は両側に沿って暗色の斑紋がある。腹部は後方が幅広く台形に近い形、背面には白い横筋模様がある。また背甲や歩脚に多数の棘がある。雄は雌より華奢で、体色が色濃い。
ただし、これらの外見的な特徴はこの属の多くの種に共通してみられるものであり、それによる同定はほぼ出来ない。

## 分布
日本では北海道、本州、四国、九州に広く見られ、ごく普通に見られるものである。国外では韓国、中国からブータン、ネパール、インド北部にまで知られ、東アジアの温帯系の種としての分布を示す。

## 生息環境
平地から山地まで広く見られ、市街地の公園などにも見られる、日本のカニグモを代表する普通種である。神社や寺院、公園などの人為的な緑地から雑木林にまで見られる。

## 生態
林縁の草むらや草原の比較的低いところの草本上にいて、獲物を待ち伏せて捕らえる。また落ち葉の上なども歩き回る。
高齢の幼生で越冬し、越冬した幼生が春から初夏にかけて成体になる。産卵期は5-6月で、葉や落葉の上に丸い座布団のような形の卵嚢を貼り付け、雌成体がその上に抱えるように乗って防衛する。卵嚢1つに卵は70-120個含まれる。

## 分類

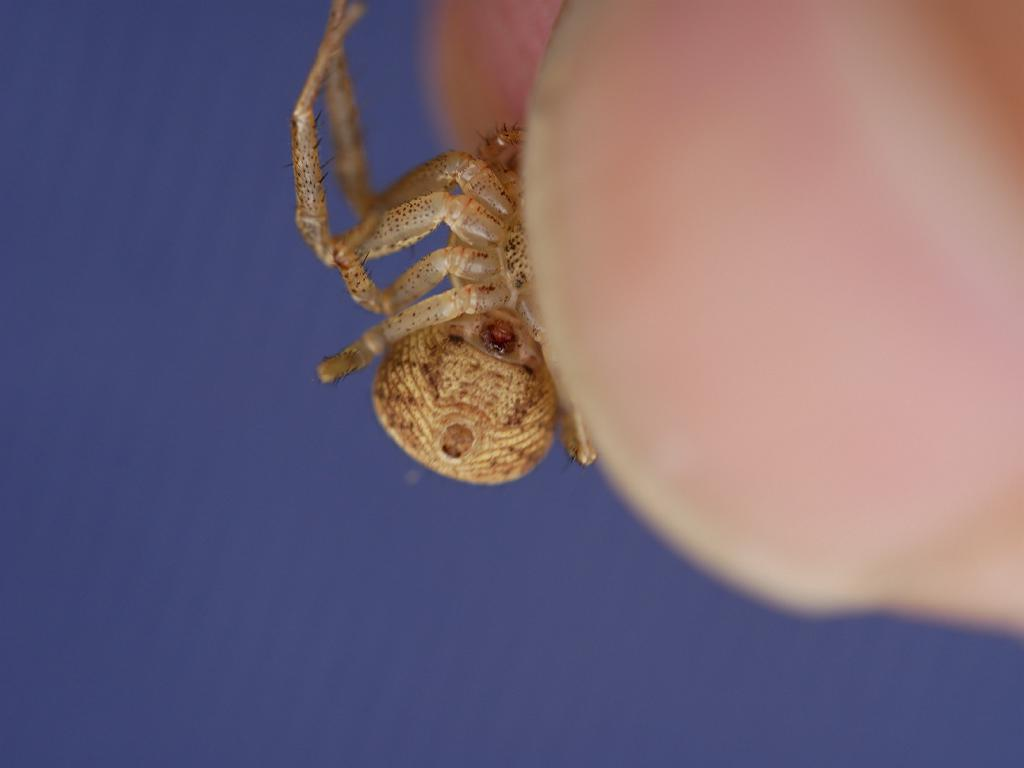
上掲個体の腹面

本種はこの類の代表として古くからよく知られたものである。ただし近縁種が多く、同定は難しいと言われてきた。新海(2006)はこの属のものとして7種をあげ、そのうちでオビボソカニグモ X. trizonatus だけは斑紋で区別できると記してある。だが小野編著(2009)ではこの属に14種を挙げ、斑紋については属の特徴に取り上げ、新海のような事には触れていない。要は生殖器などの構造を確認しなければ判断は難しい、と言う事である。
ただその中で、本種の雌成体では外雌器が輪郭がはっきり硬化し、中央で仕切られないハート形をしており、その点で他種と区別できる。この特徴は慣れれば肉眼でも見て取れる。